# 잭 해나
잭 해나(Jack Hannah, 본명: 존 프레데릭 해나, John Frederick Hannah, 1913년 1월 5일 ~ 1994년 6월 11일)는 미국의 단편 애니메이션 부문의 애니메이터, 작가, 감독이다.
1913년 1월 5일 애리조나주 노갤러스에서 태어났다. 1931년 로스앤젤레스로 이주하여 아트 길드 아카데미에서 공부했다. 그의 첫 업무 중 하나는 헐리우드 극장을 위한 영화 포스터를 디자인하는 것이었다.

## 참여 작품

### 영화
- 시골쥐
- 도날드스 오스트리치
- 도날드의 골프 게임
- 도널드의 운 좋은 날
- 워킹 포 피너츠